# Xuan Bello Fernán
Xuan Bello Fernán   (Paniceiros, 10 de juliol de 1965 - Oviedo, 29 de juliol de 2025) va ser un dels escriptors més destacats de la literatura contemporània en asturià. Xuan Bello va nàixer en Paniceiros (Tinéu) en 1965, encara que es va traslladar a viure a Tudela-Veguín i, més tard, a Oviedo. En aquesta ciutat, en la Facultat de Filologia i en la tertúlia Oliver coincideix amb escriptors com Antón García, José Luis García Martín, Víctor Botes, Berta Piñán, Fonsu Velázquez, Xuan Ignaciu Llope o José Luis Piquero.
En 1982, amb tot just 16 anys va publicar el seu primer llibre de poemes, escrit en asturià occidental, Nel cuartu mariellu. El seu treball poètic, a part dels poemes i versions publicades en revistes universitàries i en Lletres Asturianes, va seguir amb El llibru de les cenices (1988), Los nomes de la tierra (1991), El llibru vieyu, amb el qual va obtenir el premi Teodoro Cuesta de poesia en 1993, i Los Caminos Secretos (1996). En 1999 es va publicar una antologia bilingüe (asturià-castellà) de la seua poesia, amb el títol de La Vida Perdida.
Xuan Bello va ser un dels principals animadors de la literatura asturiana, gràcies a les seues traduccions, especialment d'autors portuguesos, o a les col·laboracions en revistes com Clarín, Adréi i Zimbru, havent estat cofundador de les dues últimes amb Berta Piñán i Esther Prieto respectivament. També va publicar en els diaris La Nueva España i El Comercio i en el semanari Les Notícies, del que va ser director huit anys. En 2005 va ser responsable de l'organització de la Xunta d'Escritores Asturianos.
No obstant tot això, la fama literària fora d'Astúries va arribar-li amb la traducció espanyola del seu Hestoria Universal de Paniceiros, que va rebre el premi Ramón Gómez de la Serna i es va convertir en un dels llibres més destacats pels crítics espanyols el 2003. La traducció catalana (2008), a càrrec de Jordi Raventós, ha obtingut entre nosaltres un èxit de crítica notable. Altres llibres de l'autor, a cavall entre l'assaig i el relat, són Pantasmes, mundos, laberintos (1996), La memoria del mundu (1998), Meditaciones nel desiertu (2003) i Los cuarteles de la memoria (2003).

## Obra

### Poesia
- Nel cuartu mariellu (1982).
- Llibru de les cenices (1988)
- El llibru vieyu (1994)
- Los caminos secretos (1996)
- La vida perdida. Xixón: Libros del Peixe, 1999. Antologia bilingüe asturià-castellà.

### Assaig
- Como facer L'Habana ensin salir d'Asturies (1998)
- Ríu arriba (1998).
- La bola infinita (2000).

### Narrativa
- Pantasmes mundos, laberintos (1996). Història apòcrifa de la literatura asturiana.
- La memoria del mundu (1998).
- Hestoria universal de Paniceiros (2002). Història universal de Paniceiros. Trad. de J. Raventós. Martorell: Adesiara, 2008.
- Los cuarteles de la memoria. Barcelona: Debolsillo, 2003.
- Meditaciones nel desiertu. Xixón: Libros del Peixe, 2003.
- La neu i altres complements circumstancials. Traducció de Jordi Raventós. Martorell: Adesiara editorial, 2010.
- La confesión xeneral. Oviedo: Ámbitu, 2009
- Las cosas que me gustan (2015). Unes quantes coses boniques. Trad. de J. Raventós. Martorell: Adesiara, 2015.[1]
- Incierta historia de la verdad (2019). Incerta història de la veritat. Trad. de J. Llavina. Dibuixos de M. Galano. Barcelona: Rata, 2019.

### Infantil
- El nuberu ye bona xente (2003).

### Traduccions
- José Luis Olaizola, Bibiana y el so mundu (1989).
- Álvaro de Campos (heterònim de Fernando Pessoa), Estancu y otros poemes (1989).
- Robert Louis Stevenson, El casu raru del dr. Jeckyll y mr. Hyde (1995).
- Arthur Conan Doyle, Tres aventures de Sherlock Holmes (1995).
- Álvaro Cunqueiro, Escuela de melecineros y fábula de varia xente (1997).
- Jaume Cela, Silenciu nel corazón (1999).
- Sieglu XX cambalache (versions de Rudyard Kipling, Ezra Pound, Giuseppe Ungaretti, Wynstan Hugh Auden, Gabriel Ferrater, Odysseas Elitis, de Sena, Cesare Pavese…).
- Alfonso Daniel Rodríguez Castelao, Coses (2000).
- Jordi Sierra i Fabra, Nun llugar que llamen guerra (2002).

### Altres
- Alfaya (en col·laboració amb Berta Piñán, 1989). Material didàctic.
- L'alborá de los malvises (1999). Edició crítica de l'obra de Constantino Cabal.
- El sentimientu de la tierra (1999). Antologia de la literatura asturiana contemporània.